# Baie des Îles de Mai
La baie des Îles de Mai est une baie du Saint-Laurent situé dans le territoire de Port-Cartier dans la région administrative de la Côte-Nord, au Québec. Elle a été nommée d'après les îles de Mai qui sont situées au large et à l'intérieur de celle-ci.

## Description
Cette zone regroupe une baie composée de plages accessibles par des sentiers et plusieurs petites îles au large de la baie.
Ce secteur représente le premier lieu d'habitation de Port-Cartier. Certains vestiges existent sur certaines des îles dans la baie. Plusieurs chalets ont été construits sur les berges et cap rocheux longeant ses plages. 
La rivière des Îles de Mai longe une partie du chemin des îles et l'entrée de ce chemin se situe près du pont sur la route 138.
Il n'existe aucun service d'égout, d'aqueduc, d'électricité, de vidange et de téléphonie dans ce secteur. Des puisards ou systèmes d'épuration sont exigés des propriétaires par le gouvernement sauf pour la base de plein-air « Les goélands » qui a accès à la téléphonie et l'hydroélectricité d'Hydro-Québec. La plupart des propriétaires des lieux ont des générateurs et des systèmes d'aqueducs privés.
À la suite du phénomène d'érosion des berges, le gouvernement ne vend plus et ne loue plus de nouveau terrain dans ce secteur.
Cet endroit est reconnu comme l'une avec les plus belles plages de la région, en raison de son sable fin et de la pente douce allant vers la mer. La période touristique la plus dense est en juillet.
La chasse est contrôlée et très restreinte mais peut être pratiquée en automne. Il existe plusieurs points de pêche accessibles pour la truite et le saumon.
La culture sauvage de la chicoutai, du bleuet, des framboises, des fraises et du thé des bois est abondante dans ce secteur,,
,,